# Месина (провинция)
Вижте пояснителната страница за други значения на Месина.
Месина (на италиански: Provincia di Messina) е провинция в Италия, в региона Сицилия.
Площта ѝ е 3247 km², а населението — около 660 000 души (2007). Административен център е град Месина.

## Административно деление
Провинцията се състои от 108 общини (комуни):
- Месина
- Акуедолчи
- Али
- Али Терме
- Алкара Ли Фузи
- Антило
- Базико
- Барчелона Поцо ди Гото
- Броло
- Валдина
- Венетико
- Вилафранка Тирена
- Гаджи
- Галати Мамертино
- Галодоро
- Гранити
- Гуалтиери Сикамино
- Джардини-Наксос
- Джойоза Мареа
- Итала
- Казалвекио Сикуло
- Капици
- Капо д'Орландо
- Капри Леоне
- Карония
- Кастел ди Лучо
- Кастел'Умберто
- Кастелмола
- Кастрореале
- Кондро
- Лени
- Летояни
- Либрици
- Лимина
- Липари
- Лонджи
- Малваня
- Малфа
- Манданичи
- Мацара Сант'Андреа
- Мери
- Милацо
- Милитело Розмарино
- Мирто
- Мистрета
- Мойо Алкантара
- Монджуфи Мелия
- Монталбано Еликона
- Монтаняреале
- Монфорте Сан Джорджо
- Мота д'Афермо
- Мота Камастра
- Назо
- Ница ди Сичилия
- Новара ди Сичилия
- Оливери
- Паляра
- Пати
- Паче дел Мела
- Петинео
- Пирайно
- Ракуя
- Рейтано
- Роди Миличи
- Рокавалдина
- Рокалумера
- Рокафиорита
- Ромета
- Рочела Валдемоне
- Савока
- Сан Марко д'Алунцио
- Сан Пиер Ничето
- Сан Пиеро Пати
- Сан Салваторе ди Фиталия
- Сан Теодоро
- Сан Филипо дел Мела
- Сан Фратело
- Сант'Агата ди Милитело
- Сант'Алесио Сикуло
- Сант'Анджело ди Броло
- Санта Доменика Витория
- Санта Лучия дел Мела
- Санта Марина Салина
- Санта Тереза ди Рива
- Санто Стефано ди Камастра
- Сапонара
- Скалета Дзанклеа
- Синагра
- Спадафора
- Таормина
- Терме Виляторе
- Торегрота
- Торенова
- Торторичи
- Трипи
- Туза
- Укрия
- Фалконе
- Фикара
- Фиумединизи
- Флореста
- Фондакели-Фантина
- Форца д'Агро
- Франкавила ди Сичилия
- Фрацано
- Фурнари
- Фурчи Сикуло
- Чезаро